# Риверс, Ларри
Ларри Риверс (англ. Larry Rivers, наст. имя Ицхок Лойза Гроссберг; 17 августа 1923, Бронкс, Нью-Йорк — 14 августа 2002, Нью-Йорк) — американский художник, музыкант и скульптор, один из предтеч поп-арта.

## Жизнь и творчество
Родился в семье польских иммигрантов Шаи Гроссберга и Сони Хохберг.Начинал в 1940-1942 как джаз—саксофонист, в 1942—1943 призван в армию, служит в авиации. В 1943—1945 — баритон-саксофонист в джаз-оркестре, учится в музыкальной школе Джиллар. В этот период принимает псевдоним «Ларри Риверс».
В 1945 году Л.Риверс начинает рисовать, сперва в стиле абстрактный экспрессионизм, в конце 1940-х годов переходит к фигуративной живописи. В 1946-1947 годах он - ученик Ханса Хофмана, в 1949-1951 - Нью-Йоркском университете, у Уильяма Базиотиса. С 1950 года занимается также скульптурой. После окончания учёбы совершает поездки в Англию, Францию, Италию. В 1953 году художник селится в Саутгемтоне (Лонг-Айленд). В 1961-1962 годах живёт в Париже, где работает совместно с Жаном Тенгели. В 1960-е годы создаёт также художественные произведения с использованием картона, дерева и электрического освещения. В 1970-е годы при работе с картинами использует распылители краски; занимается также видео- и киноискусством.
Л. Риверс — участник выставок современного искусства документа 3 (1964), 4 (1968), 6 (1977) в немецком городе Кассель.